# Rosa Girona
Girona és una cultivar de rosa creada el 1936 pel roserista català Pere Dot.

## Descripció
Girona és una rosa moderna del grup híbrid de te pernetiana (en honor de Pernet-Ducher). Les formes arbustives del cultivar tenen una altura aproximada de 90 centímetres. Les fulles són de color verd fosc brillant. És de grandària mitjana, amb 30 pètals, els quals són de color vermell i groc, amb la fragància de la rosa de Damasc. Les èpoques de màxima floració són la primavera i l'estiu.

## Origen
Aquesta cultivar és una rosa híbrida diploide amb ascendents parentals (encreuament) de 'Li Burés' x 'Talisman'.

## Rosa Girona com a parental
La rosa Girona ha demostrat ser una bona parental per a obtencions de noves varietats cultivars de roses. Així, el roserista Lindquist aconseguí la rosa 'Tiffany' el 1954, amb l'encreuament de 'Charlotte Armstrong' x 'Girona'.

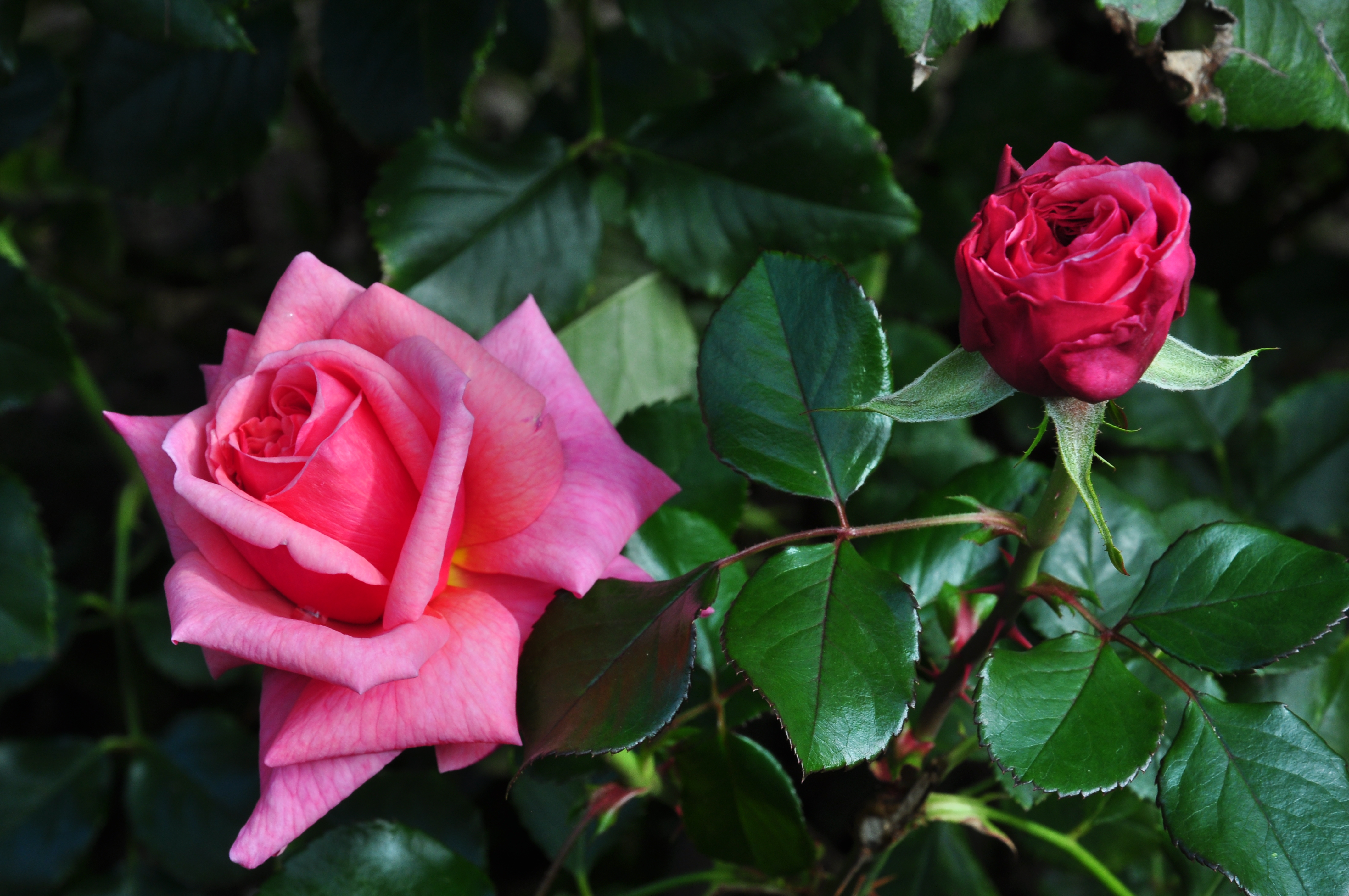
Rosa 'Tiffany' (Lindquist, 1954) a Rapperswil-Jona, Suïssa.

## Cultiu
Tot i que les plantes no solen tindre malalties, és possible que sofreixin el fong diplocarpon rosae en climes més humits o en situacions en què la circulació d'aire és limitada. Les plantes toleren l'ombra, malgrat que es desenvolupen millor a ple sol. A l'Amèrica del Nord poden ser conreades en la zona climàtica de resistència 7b i més càlida. La introduí als Estats Units "Conard-Pyle" (Star Roses) el 1939 amb el nom d'obtenció de 'Girona'.

Es pot utilitzar per a les flors tallades o jardí. És vigorosa. En l'esporgada de primavera convé retirar-ne les canyes velles i fusta morta o malalta i retallar les canyes que s'encreuen. En climes més càlids, cal retallar les canyes que hi resten en un terç. En zones més fredes, probablement cal podar-ne una mica més. Li cal protecció contra la congelació de gemmes de brots en les gelades hivernals.

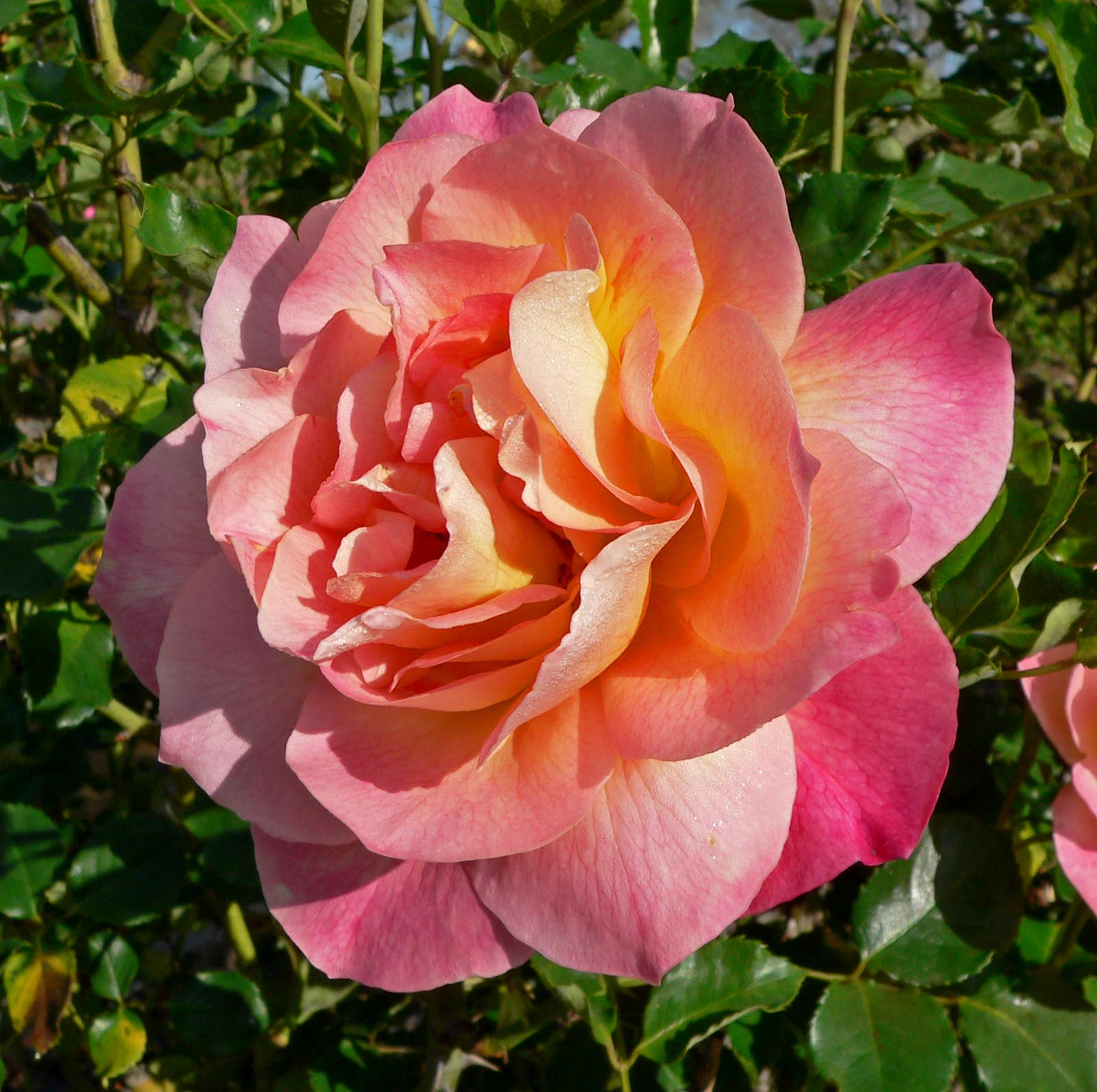
Rosa 'Girona' (Pere Dot, 1936)
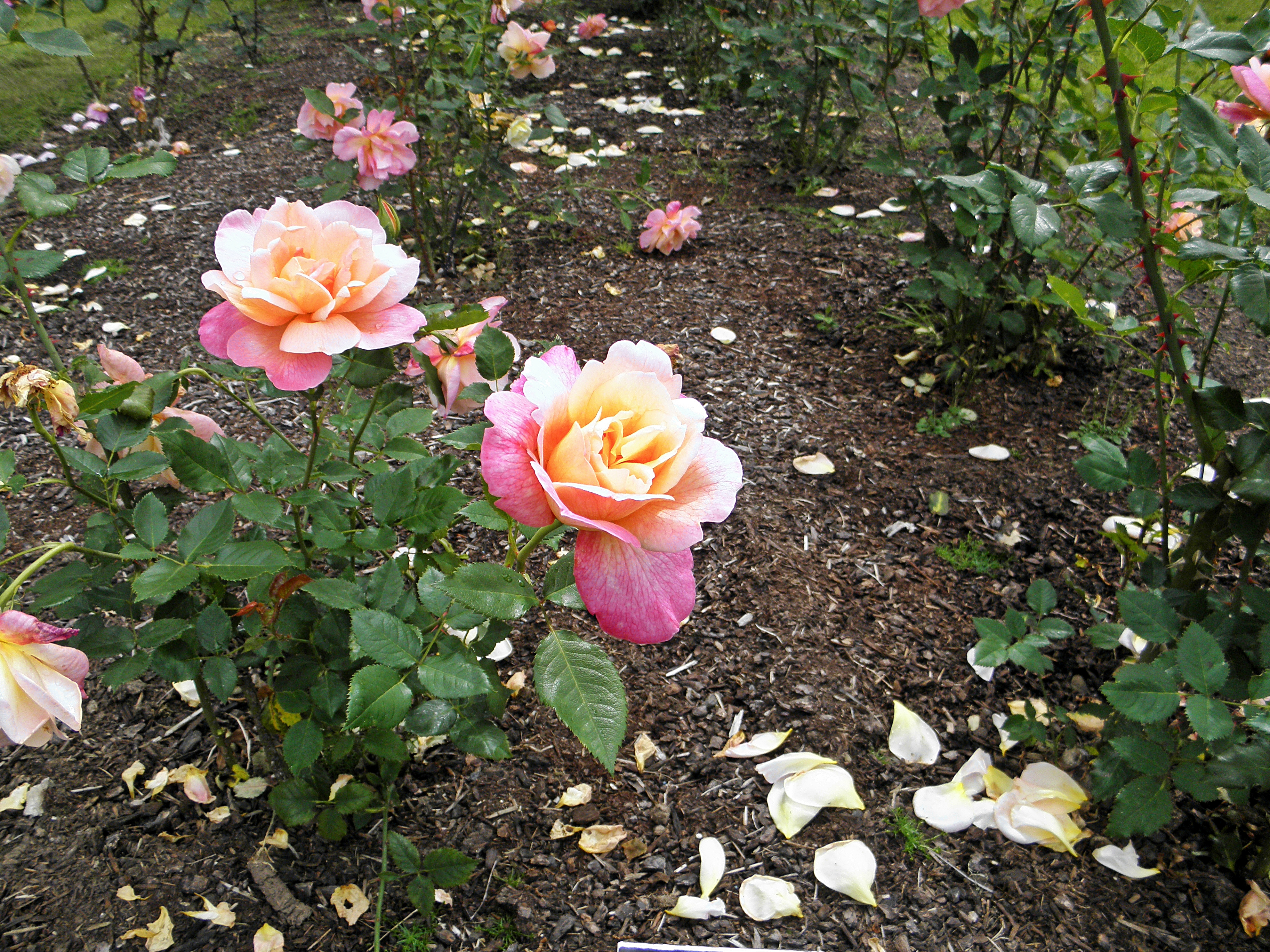
Rosa 'Girona' a St. Kilda, Victoria, Austràlia
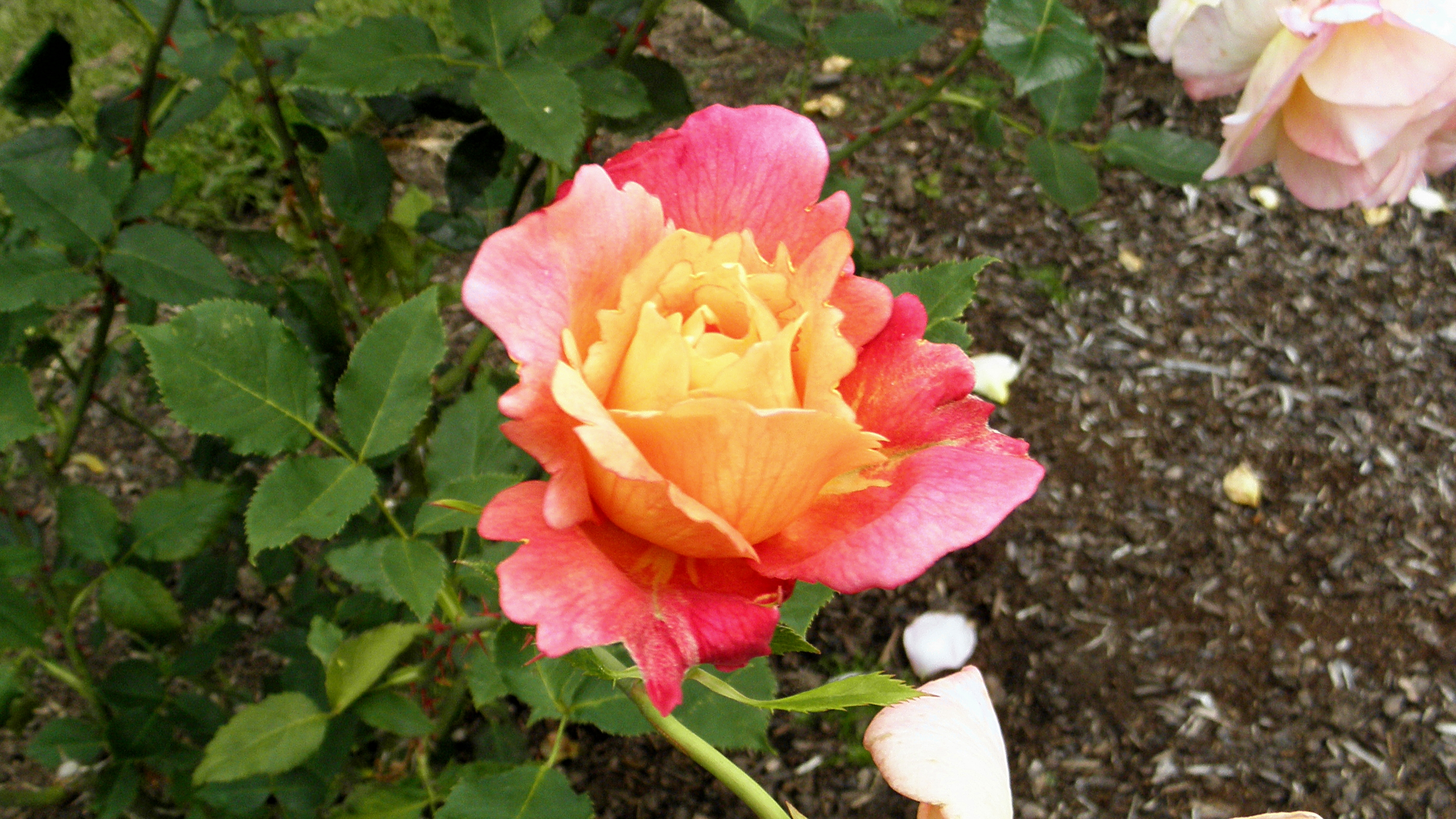
Rosa 'Girona' a Bush's Pasturi Park Rose Garden, Oregon
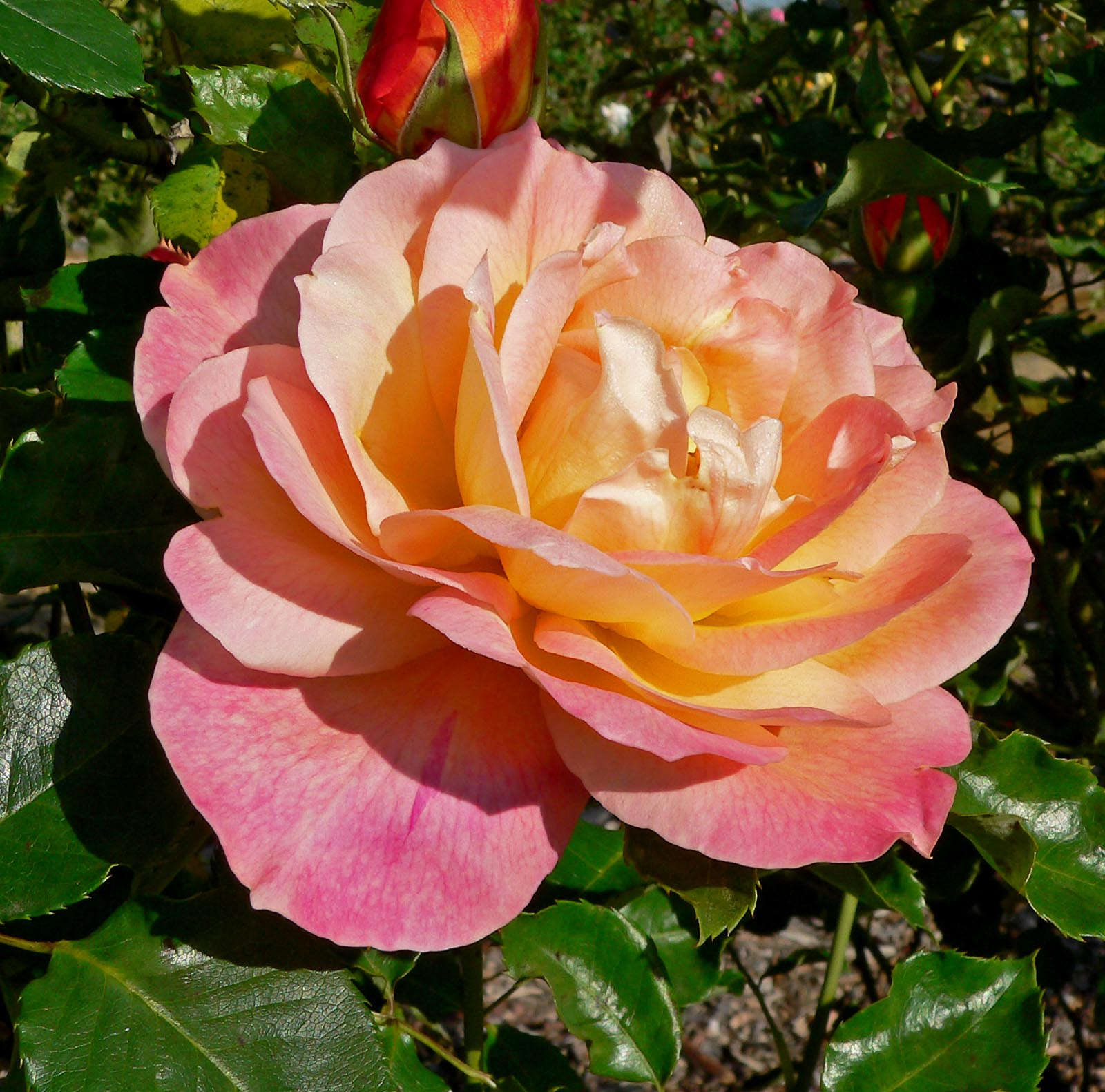
Rosa 'Girona' al San Jose Heritage Garden, Califòrnia